# Frederik Nielsen
Frederik Nielsen (Lyngby, 27 de agosto de 1983) é um tenista profissional dinamarquês.

## Grand Slam: 1 (1–0)
| Posição | Ano  | Campeonato | Piso  | Parceiro        | Oponentes                    | Placar                            |
| ------- | ---- | ---------- | ----- | --------------- | ---------------------------- | --------------------------------- |
| Campeão | 2012 | Wimbledon  | Grama | Jonathan Marray | Robert Lindstedt Horia Tecău | 4–6, 6–4, 7–6(7–5), 6–7(5–7), 6–3 |

## ATP finais

### Duplas: 4 (2–2)
| Legenda                           |
| Grand Slam (1–0)                  |
| ATP World Tour Finais (0–0)       |
| ATP World Tour Masters 1000 (0–0) |
| ATP World Tour 500 Series (0–0)   |
| ATP World Tour 250 Series (1–2)   |

| Finais por Piso |
| Duro (1–2)      |
| Saibro (0–0)    |
| Grama (1–0)     |
| Carpete (0–0)   |

| Posição | N. | Data             | Torneio                                | Piso     | Parceiro        | Oponentes                            | Placar                            |
| Campeão | 1. | 7 Julho 2012     | Wimbledon, Londres, Reino Unido        | Grama    | Jonathan Marray | Robert Lindstedt Horia Tecău         | 4–6, 6–4, 7–6(7–5), 6–7(5–7), 6–3 |
| Vice    | 1. | 23 Setembro 2012 | Moselle Open, Metz, França             | Duro (i) | Johan Brunström | Nicolas Mahut Édouard Roger-Vasselin | 6–7(3–7), 4–6                     |
| Vice    | 2. | 12 Janeiro 2013  | Heineken Open, Auckland, Nova Zelândia | Duro     | Johan Brunström | Colin Fleming Bruno Soares           | 6–7(1–7), 6–7(2–7)                |
| Campeão | 2. | 5 Janeiro 2014   | Aircel Chennai Open, Chennai, Índia    | Duro     | Johan Brunström | Marin Draganja Mate Pavić            | 6–2, 4–6, [10–7]                  |